# 德华银行北京分行旧址

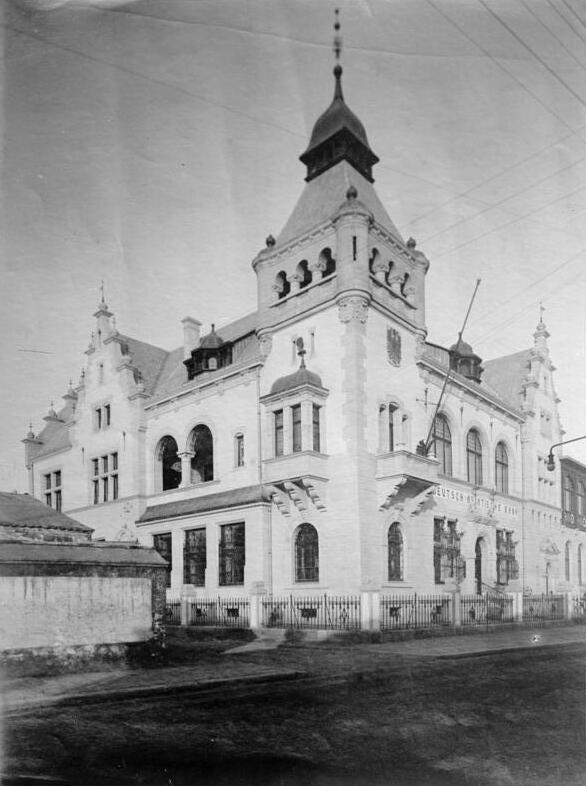
德华银行北京分行旧址，1920年

德华银行北京分行旧址，位于原北京东交民巷7号，建于1907年，1992年因拓宽马路而拆除，原址现为北京医院后勤办公楼。该建筑的设计者为德国倍高洋行（Becker & Baedeker，Architects），承建者为德商广包公司（F. H. Schmidt aus Altona, Hamburg, Tsingtau）。

## 历史
德华银行北京分行设立于1905年，1917年中国在一战中对德宣战，该行被停业清理。1926年重新开业，但在北京金融界的地位已不能与战前相比。二战时期该行在日军占领下的北平仍继续营业，直到1945年8月停业，同年10月由中国银行接收。

## 建筑
与当时银行广泛采用的古典主义风格不同，该建筑为德国文艺复兴风格，由于当时德国在亚洲正开始与其它外国势力（特别是英国）进行竞争，该风格被认为体现了德国的民族性，可以与代表英国殖民者的“外廊式”相对抗。建筑为砖木结构，地上两层，地下一层，屋顶内设有阁楼，外面开有老虎窗。南立面为建筑主立面，墙面采用一道横向线脚和檐口分为上下三层，上层为坡屋顶，中层为有发券的拱窗，下层设有入口及一些形式不一的窗。其竖向分割则为左侧的高耸屋顶和右侧饰有小尖塔的阶梯状山墙，该山墙形式体现了16世纪的尼德兰建筑对德国建筑的影响。